# Redelinghuys
Redelinghuys is een klein dorp in de regio West-Kaap in Zuid-Afrika. Het dorp is ontstaan in 1906 nadat door de Nederduits Gereformeerde Kerk ter plaatse een kerk werd gebouwd.
Het dorp behoort tot de gemeente Bergrivier.